# Саулкрасты (станция)
Са́улкрасты (латыш. Saulkrasti) — железнодорожная станция на линии Земитаны — Скулте, в городе Саулкрасты. Открыта 1 июня 1934 года.
Расстояние от станции Рига-Пасажиеру составляет 48 км, от Земитаны — 44 км и от Скулте — 8 км. В Саулкрасты останавливаются все электропоезда, следующие маршрутом Рига — Скулте. Конечный пункт маршрута Рига — Саулкрасты.

## История
Станция Саулкрасты была построена в 1934 году, когда строящаяся линия Рига — Руйиена достигла Саулкрасты. Станция должна была обслуживать район пляжей и дачных домов, который образовался в этих местах в конце XIX столетия под названием Нейбад.
В ночь с 25 на 26 сентября 1944 года здание станции было взорвано. Новое здание открыто 28 июня 1952 года.